# 김현곤
김현곤(한국 한자: 金賢坤, 1992년 9월 9일 ~ )은 대한민국의 전 축구 선수이며, 포지션은 수비수였다.